# Eugène Henri Cordier
Pour les articles homonymes, voir Cordier (homonymie).
Eugène Henri Cordier, né à Strasbourg le 9 novembre 1903 où il est mort le 27 septembre 2001, est un photographe, dessinateur et illustrateur français actif en Alsace.

## Biographie
Eugène Henri Cordier est né le 9 novembre 1903 à Strasbourg. Sa famille paternelle est issue d'une lignée de huguenots français émigrés en Allemagne au XVIIe siècle. Son père, Alfred Cordier, est, comme beaucoup d'Allemands, venu s'installer en Alsace pendant la période d'annexion de la province à l'Empire allemand (1871-1918). Il acquiert une confiserie dans la Grand'Rue, où grandit son fils Eugen. Après des études au Gymnase protestant de la ville, le garçon fréquente de 1918 à 1922 l'École des arts décoratifs de Strasbourg, où il suit, entre autres, l'enseignement des peintres Carl Jordan, Auguste Cammissar et Émile Schneider. Il suit ses parents et sa sœur lorsqu'ils s'installent en 1930 à Mundolsheim dans la maison où il a vécu presque jusqu'à sa mort, survenue le 27 septembre 2001.

## Hommages
À Mundolsheim où il s'était retiré, une fresque de Cordier présentant des vues de la vieille ville a été reproduite dans le hall d'accueil de la mairie.